# Sevilla Fútbol Club 2016-2017
Questa voce raccoglie le informazioni riguardanti il Siviglia nelle competizioni ufficiali della stagione 2016-2017.

## Stagione

### Campionato
Il Siviglia ha chiuso il campionato al quarto posto con 72 punti, frutto di 21 vittorie, 9 pareggi e 8 sconfitte. Con questo piazzamento si è qualificato ai preliminari della Champions League 2017-2018.

### Supercoppa di Spagna
Il Siviglia ha disputato la Supercoppa di Spagna nel mese di agosto 2016, in gara di andata e ritorno, contro il Barcellona, che si è aggiudicato il trofeo vincendo in entrambe le partite (0-2 all'andata a Siviglia, 3-0 al ritorno).

### Coppa del Re
In Coppa del Re la squadra è arrivata fino agli ottavi di finale, dove è stata eliminata dal Real Madrid (3-0 per il Real Madrid nella gara di andata a Madrid, 3-3 al ritorno).

### UEFA Champions League
Nella Champions League il Siviglia, inserito nel gruppo H con gli italiani della Juventus, i francesi del Lione e i croati della Dinamo Zagabria, è riuscito a passare il turno come secondo nel girone dietro la Juventus. Nel turno degli ottavi di finale è stato eliminato dal Leicester (2-1 per il Siviglia nella gara di andata a Siviglia, 2-0 per il Leicester al ritorno).

### Supercoppa UEFA
Il 9 agosto 2016 il Siviglia ha affrontato il Real Madrid nella Supercoppa UEFA a Trondheim (Norvegia), risultando sconfitto per 3-2 dopo i tempi supplementari.

## Divise e sponsor
| Casa | Trasferta | Terza divisa |

Sponsor ufficiale: nessuno
Fornitore tecnico: New Balance

## Rosa
| N. |                       | Ruolo | Calciatore          |
| -- | --------------------- | ----- | ------------------- |
| 1  | Spagna (bandiera)     | P     | Sergio Rico         |
| 2  | Francia (bandiera)    | D     | Benoît Trémoulinas  |
| 3  | Brasile (bandiera)    | D     | Mariano             |
| 4  | Argentina (bandiera)  | C     | Matías Kranevitter  |
| 5  | Francia (bandiera)    | D     | Clément Lenglet     |
| 6  | Portogallo (bandiera) | D     | Daniel Carriço      |
| 7  | Danimarca (bandiera)  | C     | Michael Krohn-Dehli |
| 8  | Spagna (bandiera)     | C     | Vicente Iborra      |
| 9  | Argentina (bandiera)  | A     | Luciano Vietto      |
| 10 | Francia (bandiera)    | A     | Samir Nasri         |
| 11 | Argentina (bandiera)  | A     | Joaquín Correa      |
| 12 | Francia (bandiera)    | A     | Wissam Ben Yedder   |
| 13 | Spagna (bandiera)     | P     | David Soria         |

| N. |                       | Ruolo | Calciatore                |
| -- | --------------------- | ----- | ------------------------- |
| 14 | Argentina (bandiera)  | C     | Walter Montoya            |
| 15 | Francia (bandiera)    | C     | Steven N'Zonzi            |
| 16 | Montenegro (bandiera) | D     | Stevan Jovetić            |
| 17 | Spagna (bandiera)     | D     | Pablo Sarabia             |
| 18 | Spagna (bandiera)     | D     | Sergio Escudero           |
| 19 | Brasile (bandiera)    | C     | Ganso                     |
| 20 | Spagna (bandiera)     | C     | Vitolo                    |
| 21 | Argentina (bandiera)  | D     | Nicolás Pareja            |
| 22 | Italia (bandiera)     | C     | Franco Vázquez            |
| 23 | Francia (bandiera)    | D     | Adil Rami (vice capitano) |
| 24 | Argentina (bandiera)  | D     | Gabriel Mercado           |
| 25 | Italia (bandiera)     | P     | Salvatore Sirigu          |
| 30 | Spagna (bandiera)     | A     | Carlos Fernández          |

## Risultati

### Supercoppa di Spagna
Il Siviglia ha disputato la Supercoppa di Spagna nel mese di agosto 2016, in gara di andata e ritorno, contro il Barcellona, che si è aggiudicato il trofeo vincendo in entrambe le partite (0-2 all'andata a Siviglia, 3-0 al ritorno).

### Supercoppa UEFA
| Arbitro: | Milorad Mažić |

|                                       |           |                                    |
| Asensio 21’ Ramos 90+3’ Carvajal 119’ | Marcatori | 41’ Vázquez 72’ (rig.) Konopljanka |